# Jolita Vaickienė
Jolita Vaickienė (* 25. September 1970  in Radviliškis) ist eine litauische Politikerin.

## Leben
Nach dem Abitur 1988 an der 3. Mittelschule Kretinga absolvierte sie 1993 das Diplomstudium an der Fakultät für Wirtschaft der Vilniaus universitetas. Von 1994 bis 1996 arbeitete sie  bei „Coca Cola gėrimai“, von 1997 bis 2001 bei UAB „Lijota“,  von 2002 bis 2003 bei UAB „Vakarų medienos grupė“ als leitende Buchhalterin, von 2003 bis 2011 UAB „Vijomeda“ als Direktorin. Von 2009 bis 2011 war sie stellvertretende Bürgermeisterin der Rajongemeinde Kretinga. Seit 2012 ist sie Mitglied im Seimas.
Seit 2006 ist sie Mitglied der Tvarka ir teisingumas.
Sie ist verheiratet und hat zwei Kinder.